# Çınar
Pour les articles homonymes, voir CINAR.
Çınar est une ville et un district de la province de Diyarbakır dans la région de l'Anatolie du sud-est en Turquie.
Les ruines du château de Zerzevan sont situées à 13km au Sud de la ville de Çınar.